# Kedaton (Kota Kayu Agung)
Kedaton is een bestuurslaag in het regentschap Ogan Komering Ilir van de provincie Zuid-Sumatra, Indonesië. Kedaton telt 3119 inwoners (volkstelling 2010).